# James St Clair-Erskine (5e comte de Rosslyn)
James Francis Harry St Clair-Erskine, 5e comte de Rosslyn (16 mars 1869 - 10 août 1939), titré Lord Loughborough jusqu'en 1890, est un soldat, auteur et aristocrate écossais.

## Jeunesse
Lord Rosslyn est le fils aîné de Robert St Clair-Erskine, 4e comte de Rosslyn et de Blanche Adeliza (née FitzRoy) Maynard (la veuve du colonel Charles Henry Maynard, fils aîné et héritier d'Henry Maynard 3e vicomte Maynard). Sa mère est décrite comme « l'une des dernières survivantes des grandes hôtesses victoriennes » et connaissait personnellement bon nombre des personnes les plus célèbres de l'époque victorienne, dont Benjamin Disraeli et William Gladstone. Il est le frère de Millicent St Clair-Erskine (épouse du 4e duc de Sutherland), Alexander St Clair-Erskine (qui épouse une Américaine) Sybil St Clair-Erskine (épouse d'Anthony Fane, 13e comte de Westmorland), et Angela St Clair-Erskine (épouse du lieutenant-colonel James Stewart Forbes). Du premier mariage de sa mère, il a deux demi-sœurs aînées, dont Daisy (plus tard comtesse de Warwick de son mariage avec Francis Greville, 5e comte de Warwick), qui héritent des domaines Maynard, dont Easton Lodge.
Ses grands-parents paternels sont James St Clair-Erskine, 3e comte de Rosslyn, et Frances (née Wemyss), comtesse de Rosslyn. Par sa mère, il est un descendant direct d'Augustus FitzRoy, 3e duc de Grafton.

## Carrière
De 1886 à 1890, il sert comme lieutenant dans le 3e bataillon du Northamptonshire Regiment et en 1890, il est sous-lieutenant avec les Royal Horse Guards.
Lord Rosslyn succède à son père dans le comté le 6 septembre 1890, héritant du siège familial, le Château de Roslin dans le Midlothian, en Écosse et la Chapelle de Rosslyn, les charbonnages de Dysart, un yacht à vapeur de luxe et des actifs de 50 000 £. Sa mère, la comtesse douairière de Rosslyn, survit à son père plus de 40 ans avant sa mort à Regent's Park, Londres, en décembre 1933
De 1890 à 1897, il est capitaine des volontaires du Fifeshire Light Horse, servant avec l'infanterie à cheval d'Alexander Thorneycroft pendant la seconde guerre des Boers où il est fait prisonnier à deux reprises, dont il a parlé dans son livre Twice Captured. Après sa faillite, il démissionne de sa commission dans le Fife. Lord Rosslyn est correspondant de guerre pour le Daily Mail en 1900. En 1904, il est secrétaire du secrétaire d'État pour l'Écosse et de 1915 à 1917, il est major dans le King's Royal Rifle Corps .

### Problème de jeu
Lord Rosslyn est un joueur notoire, pariant 15 000 £ sur Buccaneer comme gagnant de la Manchester Cup, qui perd. Il joue à la roulette à Cannes et à Monte-Carlo, dont il parle dans son autobiographie My Gamble With Life. En 1896, il a tout perdu et est déclaré en faillite ce qui conduit à la vente de l'argent, de l'or et de l'argenterie de la famille lors d'une vente aux enchères de trois jours à Édimbourg.
En 1902, il perd 310 £ en jouant au poker En 1903, il est au tribunal pour avoir refusé de payer une traite de 150 $. En 1908, Rosslyn et Hiram Maxim font la une des journaux pour un duel de jeu à Monte-Carlo pour « casser la banque ».

## Vie privée
Le 19 juillet 1890, Lord Rosslyn épouse Violet Aline Vyner (décédée en 1945), la deuxième fille et cohéritière de Robert Charles de Gray Vyner de Gautby Hall et Newby Hall par son épouse Eleanor Shafto (une fille du révérend Slingsby Duncombe Shafto). Lors de leur mariage, le prince de Galles, futur Édouard VII, propose un toast à la santé des mariés. Lord Rosslyn est un ami proche du prince qui devient le parrain de son fils. Avant leur divorce en 1902, ils sont les parents de :
- Rosabelle Millicent St Clair-Erskine (1891-1956), qui épouse le lieutenant David Cecil Bingham, deuxième fils du major-général Cecil Edward Bingham (deuxième fils de George Bingham, 4e comte de Lucan) en 1912[11]. Après qu'il a été tué au combat en 1914, elle épouse le lieutenant-colonel John Charles Brand, fils aîné et héritier du major Charles Brand (quatrième fils de Henry Brand, 1er vicomte Hampden), en 1916[3].
- Francis Edward Scudamore St Clair-Erskine, Lord Loughborough (1892-1929), qui est connu comme « l'homme qui a fait sauter la banque à Monte-Carlo »[12]. Il épouse Margaret Sheila Mackellar Chisholm (décédée en 1969), une fille de Harry Chisholm en 1915[13]. Ils divorcent en 1926 et elle épouse John Milbanke, onzième baronnet en 1928. Ils divorcent également et elle épouse le prince Dmitri Alexandrovitch de Russie en 1954 [3].

Après leur divorce, Lady Rosslyn épouse le pilote automobile anglais Charles Jarrott en 1903 (ils sont les parents du réalisateur Charles Jarrott). Le 21 mars 1905, il est marié à une actrice américaine, Anna Robinson (décédée en 1917), la deuxième fille de George Robinson de Minneapolis, Minnesota. Ils divorcent en 1907 et Anna est décédée le 4 octobre 1917 .
Son troisième mariage a lieu le 8 octobre 1908 avec Vera Mary Bayley (décédée en 1975), une fille d'Eric Edward Bayley de Little Moyle dans le comté de Carlow. Ils sont les parents de :
- James Alexander Wedderburn St Clair-Erskine (1909-1973)[3]
- Mary Sybil St Clair-Erskine (née en 1912), qui épouse Philip Dunn, 2e baronnet (1905-1976), un fils de James Dunn, 1er baronnet, en 1933. Ils divorcent en 1944 et elle épouse, en secondes noces, Le capitaine Robin Francis Campbell, fils unique de Ronald Hugh Campbell en 1946. Ils divorcent en 1958 et elle épouse Charles Raymond McCabe en 1962. Ils divorcent en 1969, elle se remarie avec son premier mari, Philip[3].
- David Simon St Clair-Erskine (1917-1985), qui épouse Antonia Mary Kelly (d. 1965), la fille unique de l'amiral de la flotte John Donald Kelly en 1948. Ils divorcent en 1958[3].

Lord Rosslyn est décédé le 10 août 1939 et son petit-fils Anthony lui succède
Par son fils aîné, Lord Loughborough, il est le grand-père d'Anthony Hugh Francis Harry St Clair-Erskine, 6e comte de Rosslyn (1917-1977), qui épouse Athenais de Mortemart, fille unique de Louis Victor de Mortemart, duc de Vivonne, et Peter George Alexander St Clair-Erskine (1918-1939) de la Royal Air Force.
Par sa plus jeune fille, Lady Mary, il est le grand-père de Serena Mary Dunn (1934-2019), qui épouse Jacob Rothschild, 4e baron Rothschild et Nell Mary Dunn (née en 1936), qui épouse Jeremy Sandford et devient dramaturge et auteur.